# 龍思良
龍思良（1937年—2012年3月9日），廣東廣州人，美術工作者，曾替古龍小說繪製封面。

## 生平
龍思良為1937年生於廣州，童年在越南度過，後離開在越南的雙親到臺灣，認識了同鄉的曾國超。
龍思良為國立臺灣師範大學藝術系第十屆畢業，師從黃君璧、溥心畬、馬白水、廖繼春等藝術家。作畫除會用水彩筆、蠟筆等外、還會使用刀片、貼紙、膠帶。白景瑞曾評論其畫作脫胎於印象派，誇張、眩麗。
龍思良畢業後進入《文星》雜誌社，負責封面設計以及內頁的繪製編排，以「思良long」署名。他娶作家羅珞珈為妻。1963年起，他到臺灣電視台擔任美術指導與節目製作。曾為許多古裝片、時裝片佈景陳設、設計服裝。他引薦到台視參加歌唱比賽的劉藍溪給導播認識，讓劉藍溪因此成名。
1965年10月，龍思良在國立藝術館與圓山飯店會員廳舉行個人畫展。1967年，獲頒青年文藝獎美術獎。
1971年，龍思良和張照堂、莊靈、郭英聲等十人創立風格前衛的攝影社團，取名「V-10視覺藝術群」，開啟現代攝影潮流。1972年，龍思良創辦攝影雜誌《攝影世紀》，但第一期拍攝颱風過後社會底層人物的受災實況，遂遭受警總調查，只出一期便停刊。
1970年代末，龍思良結識古龍，進而成為好友，之後為《多情劍客無情劍》、《楚留香傳奇》等古龍小說畫書封。此外，龍思良也為張秀亞、余光中繪製書封。
龍思良晚年時住於廣東珠海，近七十歲開始學習以電腦作數位畫作。2012年3月9日凌晨2點15分，因胰臟癌於臺北市內湖區三軍總醫院去世。